# Bobby Jaspar
Bobby Jaspar (20 de febrero de 1926-28 de febrero de 1963) fue un saxofonista, flautista y compositor belga de cool jazz y hard bop.

## Formación
Nacido en Lieja, Bélgica, Jaspar aprendió a tocar el piano y el clarinete de muy joven.  Más tarde se decantó por el saxo tenor y la flauta.

## Carrera
Dio sus primeros pasos en el mundo de jazz con el grupo Bob Shots.  En 1950 se trasladó a París, tocando y grabando con los mejores músicos de la época.  Allí  conoció su futura mujer, Blossom Dearie.
En 1956, Jaspar fue persuadido a probar su suerte en los Estados Unidos, donde su reputación en círculos de jazz le había precedido. Durante su estancia toca y graba con el quinteto de J. J. Johnson, Kenny Burrell, Miles Davis, John Coltrane, Toshiko Akiyoshi, Donald Byrd y muchos otros.
En 1961/1962, Jaspar regresó a Europa por un año para una serie de conciertos y varios registros. Con su colega el guitarrista belga René Thomas formó un quinteto de éxito. En algunas sesiones, se amplió a un sexteto muy potente con el trompetista americano Chet Baker. Una de aquellas sesiones fue inmortalizada en el álbum Chet Is Back!, grabado en 1962.

## Muerte
Bobby Jaspar murió de un ataque de corazón en Nueva York el 28 de febrero de 1963 a la de edad 37 años.

## Discografía
- Flute Flight (Riverside, 1957) - con Herbie Mann
- Flute Soufflé (Riverside, 1957) - con Herbie Mann
- Bobby Jaspar Quartet at Ronnie Scott's - (Audio CD, 1962)
- In Paris - (Drg, 1990)
- Memory of Dick - (Polygram, 1991)
- Phenil Isopropil Amine - (Polygram, 1991)
- Bobby Jaspar & George Wallington - (Ojc, 1994) (con Idrees Sulieman)
- Bobby Jaspar & His Modern Jazz - (Vogue, 1999)
- Bobby Jaspar & Henri Renaud - (Vogue, 2000)
- Jazz in Paris - Modern Jazz Au Club St Germain - (Gitanes, 2001)
- Flute Flight - (Ojc, 2003) (co-led by Herbie Mann & Bobby Jaspar)
- Bobby Jaspar With Friends - (Fresh Sound, 2004) (con Mundell Lowe & René Thomas)
- Clarinescapade - (Fresh Sound, 2007)
- Jeux De Cartes - (Universal, 2008)
- Complete Recordings: J. J. Johnson Quintet feat. Bobby Jaspar - (Fresh Sound, 2009) (2CD)
- Revisited - (Traditions Alive Llc, 2010)
- Modern Jazz Au Club - (Universal, 2010)

Con Kenny Burrell
- Weaver of Dreams (Columbia, 1960–61)

Con Milt Jackson
- Bags & Flutes (Atlantic, 1957)

Con J. J. Johnson
- J Is for Jazz (Columbia, 1956)
- Dial J. J. 5 (Columbia, 1957)
- Really Livin' (Columbia, 1959)

Con Hank Jones
- Hank Jones' Quartet (Savoy, 1956)

Con Wynton Kelly
- Kelly Blue (Riverside, 1959)

Con The Prestige All Stars
- Interplay for 2 Trumpets and 2 Tenors (Prestige, 1957)